# Джессіка Джонс
«Джессіка Джонс» (англ. Marvel's Jessica Jones) — американський вебсеріал, створений для Netflix Меліссою Розенберг за однойменним персонажем коміксів Marvel. Є другим із серії телесеріалів Marvel на Netflix, які згодом об'єднуються в кросоверний мінісеріал «Захисники». Серіал спродюсований Marvel Television у співробітництві з ABC Studios та Tall Girl Productions, а Мелісса Розенберг виступила як його шоуранер. Всі епізоди першого сезону вийшли 20 листопада 2015 року.

## Сюжет
«Переслідувана травматичним минулим Джессіка Джонс використовує власний детективний дар, щоб знайти свого мучителя, перш ніж він нашкодить ще комусь у Пекельній Кухні» — офіційний синопсис
Приватний детектив із надлюдською силою Джессіка Джонс розшукує маніяка Кілґрейва, що здатен підкорювати людей власній волі. Та все не так просто. Кілґрейв пов'язаний із минулим Джессіки.

## Послідовність
| 2015 | Шибайголова 1 сезон    |
| 2015 | Джессіка Джонс 1 сезон |
| 2016 | Шибайголова 2 сезон    |
| 2016 | Люк Кейдж 1 сезон      |
| 2017 | Залізний кулак 1 сезон |
| 2017 | Захисники 1 сезон      |
| 2017 | Каратель 1 сезон       |
| 2018 | Джессіка Джонс 2 сезон |
| 2018 | Люк Кейдж 2 сезон      |
| 2018 | Залізний кулак 2 сезон |
| 2019 | Джессіка Джонс 3 сезон |
| 2019 | Шибайголова 3 сезон    |
| 2019 | Каратель 2 сезон       |

Серіал «Джессіка Джонс» є другим проєктом «Саги Захисників», до якої також входять серіали: Шибайголова, Люк Кейдж, Залізний Кулак, Захисники⁣, а також Каратель (не є членом команди).
Події сезонів відбуваються хронологічно за датою їх виходу. Тобто події першого сезону «Джессіки Джонс» відбуваються між першими двома сезонами «Шибайголови», другого — між першим сезоном «Карателя» та другим сезоном «Люка Кейджа», а події третього сезону — після другого сезону «Залізного кулака» і перед третім сезоном «Шибайголови».

## У ролях
| Актор          | Роль                             |
| -------------- | -------------------------------- |
| Крістен Ріттер | Джессіка Джонс                   |
| Майк Колтер    | Люк Кейдж                        |
| Рейчел Тейлор  | Патрісія Волкер / Пекельна кішка |
| Девід Теннант  | Кілґрейв                         |
| Ерін Моріарті  | Хоуп Шлоттман                    |
| Віл Травел     | Вілл Сімпсон                     |
| Ека Дарвілл    | Малкольм Дюкасс                  |
| Керрі-Енн Мосс | Джеррі Хогард                    |
| Джанет Мактір  | Аліса Джонс                      |
| Саріта Чоудрі  | Кіт Ліон                         |

## Список епізодів
| Сезон | Епізоди | Епізоди | Оригінальний показ | Оригінальний показ |
| Сезон | Епізоди | Епізоди | Перший показ       | Останній показ     |
| ----- | ------- | ------- | ------------------ | ------------------ |
| 1     | 13      | 13      | 20 листопада 2015  | 20 листопада 2015  |
| 2     | 13      | 13      | 8 березня 2018     | 8 березня 2018     |
| 3     | 13      | 13      | 14 червня 2019     | 14 червня 2019     |

## Назви епізодів
Кожна назва епізоду починається з букв «A.K.A». Це є абревіатурою вислову «Also Known As», що українською мовою перекладається «Також відома як».

### Перший сезон (2015)
Джессіка Джонс кмітлива, сильна, обдарована. Вона працює приватним детективом і будує нове життя, але моторошний персонаж із минулого повертається, щоб переслідувати її.
| No. | Назва                                               | Режисер             | Сценарист                                       | Дата показу       |
| --- | --------------------------------------------------- | ------------------- | ----------------------------------------------- | ----------------- |
| 1 | «AKA Ladies Night» «Панянкам безплатно»             | СіДЖей Кларксон     | Мелісса Розенберг                               | 20 листопада 2015 |
| Джессіку Джонс наймають, щоб вона знайшла зниклу студентку Нью-Йоркського університету. Однак виявляється, що це не просто зникнення людини.                               |                                                     |                     |                                                 |                   |
| 2 | «AKA Crush Syndrome» «Синдром здавлювання»          | СіДЖей Кларксон     | Міка Шрафт                                      | 20 листопада 2015 |
| Джессіка збирається довести невинуватість Хоуп, навіть якщо для цього доведеться знайти жахливу особу зі свого минулого.                                                   |                                                     |                     |                                                 |                   |
| 3 | «AKA It's Called Whiskey» «Віскі допомагає»         | Девід Петрарка      | Ліз Фрідман, Скотт Рейнольдс                    | 20 листопада 2015 |
| Джессіка вважає, що знайшла зброю, яку можна застосувати проти Кілгрейва, але дістати й використати її буде непросто. Люк і Джессіка виявляють, що у них багато спільного. |                                                     |                     |                                                 |                   |
| 4 | «AKA 99 Friends» «99 друзів»                        | Девід Петрарка      | Гіллі Гікс-молодший                             | 20 листопада 2015 |
| Нова справа потребує уваги, а Джессіка намагається дізнатися, хто шпигує за нею для Кілгрейва. Радіопередача Тріш призводить до неочікуваних наслідків.                    |                                                     |                     |                                                 |                   |
| 5 | «AKA The Sandwich Saved Me» «Сендвіч мене врятував» | Стівен Сурджик      | Дейна Баратта                                   | 20 листопада 2015 |
| Попри заперечення Джессіки, новий друг Тріш Сімпсон бере участь у полюванні на Кілгрейва. Джессіка згадує переломний момент свого життя.                                   |                                                     |                     |                                                 |                   |
| 6 | «AKA You're a Winner!» «Ви переможець!»             | Стівен Сурджик      | Едвард Рікорт                                   | 20 листопада 2015 |
| Люк наймає Джессіку, щоб вона допомогла йому знайти декого, хто міг поїхати з міста, але вона боїться, що він дізнається забагато про її минуле.                           |                                                     |                     |                                                 |                   |
| 7 | «AKA Top Shelf Perverts» «Небезпечна збоченка»      | Саймон Селлан Джонс | Дженна Ребак, Міка Шрафт                        | 20 листопада 2015 |
| Малкольм, Сімпсон і Тріш намагаються за будь-яку ціну завадити Джессіці втілити її радикальний план і взяти гору над Кілгрейвом.                                           |                                                     |                     |                                                 |                   |
| 8 | «AKA WWJD?» «Що б зробив Ісус?»                     | Саймон Селлан Джонс | Скотт Рейнольдс                                 | 20 листопада 2015 |
| Джессіка здивована люб’язністю Кілгрейва. Конфлікт Хогарт із дружиною досягає піку.                                                                                        |                                                     |                     |                                                 |                   |
| 9 | «AKA Sin Bin» «Штрафна лава»                        | Джон Даль           | Джеймі Кінґ, Дейна Баратта                      | 20 листопада 2015 |
| Щойно Джессіка бере верх над Кілгрейвом, участь Хогарт ускладнює ситуацію. З’ясовуються подробиці про минуле Кілгрейва.                                                    |                                                     |                     |                                                 |                   |
| 10 | «AKA 1,000 Cuts» «Тисяча порізів»                   | Розмарі Родрігез    | Дейна Баратта, Міка Шрафт                       | 20 листопада 2015 |
| Нове відкриття може кардинально все змінити, якщо Джессіка буде в силі відмовитися від пропозиції Кілгрейва.                                                               |                                                     |                     |                                                 |                   |
| 11 | «AKA I've Got the Blues» «Блакитна таблетка»        | Юта Брейзвітц       | Скотт Рейнольдс, Ліз Фрідман                    | 20 листопада 2015 |
| Джессіка обшукує морги, щоб знайти зачіпки. Тріш всіляко намагається не дати Сімпсону завадити Джессіці. У Малкольма настає прозріння.                                     |                                                     |                     |                                                 |                   |
| 12 | «AKA Take a Bloody Number» «Стань у бісову чергу»   | Біллі Герхант       | Гіллі Гікс-молодший                             | 20 листопада 2015 |
| Полювання на Кілгрейва знову об’єднує Джессіку й Люка. Тріш отримує неочікувану інформацію про Сімпсона й Джессіку.                                                        |                                                     |                     |                                                 |                   |
| 13 | «AKA Smile» «Усміхнися»                             | Майкл Раймер        | Джеймі Кінґ, Скотт Рейнольдс, Мелісса Розенберг | 20 листопада 2015 |
| Дехто допомагає Джессіці й Люку. Кілгрейв готується перевірити свої сили у вирішальній сутичці з Джессікою.                                                                |                                                     |                     |                                                 |                   |

#### Сюжет
| Епізод | Сюжет |
| ------ | --- |
| 3      | Джессіка Джонс та Люк Кейдж проводять час разом обмінюючись враженнями від своїх надприродніх сил поки Джессіка знову не звернула увагу на фотографію Ріви Конорс дружини Люка яку той зберігає після її смерті. Це пригнічує Джессіку і навіює спогади про її причетність до смерті Ріви. Джессіка вирушає в офіс до Джеррі Хогард з пропозицією знайти інших жертв Кілґрейва і додати їх свідчення про гіпнотизера до свідчень Хоуп Шлоттман. Джеррі Хогард не погоджується з цією ідеєю оскільки вважає що неймовірні історії можуть підірвати довіру до неї та її репутації що в подальшому негативно вплине на судовой процес проти Кілґрейва. Джессіка вирушає до Патрісії Волкер в пошуках препарату суфентаніл (хірургічний анастетик) що ймовірно зможе нейтралізувати можливості телепатії Кілґрейва. Патрісія допомогти не може, але Джессіка з'ясовує що Патрісія насправді займалася на численних тренуваннях не йогою, а бойовими мистецтвами і має гарні навички рукопашного бою. В пошуках суфентанілу Джессіка звертається в лікарні до знайомого лікаря проте та відмовляється допомогти отримати препарат. Зробивши висновки що самостійно викрасти суфентаніл не вдасться Джессіка повертається додому де зустрічає свого сусіда Малкольма Дюкасса який під впливом наркотичного сп'яніння випадково збив велосипедиста та сперечався з ним. Джессіка допомогла владнати конфлікт. Щоб захистити Хоуп Шлоттман її адвокат Джеррі Хогард і Патрісія Волкер що працює ведучою на радіо планують влаштувати прямий ефір з Хоуп Шлоттман щоб розповісти світу про причини вбивства Хоуп своїх батьків і контроль Кілґрейва над нею. Під час ефіру Патрісія висловлює образи на адресу Кілґрейва після чого той телефонує в студію і погрожує Патрісії. Після ефіру до Патрісії підійшов шанувальник для автографу, проте Патрісія налякана погрозами Кілґрейва вважає що він підіслав до неї вбивцю і завдає кілька ударів фанату. Патрісія повертається додому, а Джессіка дає їй телефон з додатком за допомогою якого може відстежити місцезнаходження Патрісії. Повернувшись додому Джессіка знову зустрічає Малкольма Дюкасса під впливом наркотичного сп'яніння якому сусід з поверху вище допомагав дістатися квартири. Скориставшись безпорадністю Малкольма Джессіка відводить його в лікарню і провокує конфлікт Малкольма з персоналом лікарні. Поки всі зайняті Малкольмом, Джессіка викрадає суфентаніл. В квартиру де проживає Патрісія приходить поліцейський інспектор Вілл Сімпсон який запевняє її що прийшов задати питання по інциденту з фанатом. Патрісія впускає поліцейського і він нападає на неї. Джессіка приходить на допомогу Патрісії імітуючи її смерть дає зрозуміти Сімпсону що той виконав завдання і може повернутися до Кілґрейва. Сімпсон вирушає, а Джессіка таємно підкладає йому телефон з додатком для відслідковування місцезнаходження. Стеження за Сімпсоном приводить Джессіку в квартиру багатоповерхового будинку де мешкала сім'я яку Кілґрейв загіпнотизував. Сімпсон отримує наказ від Кілґрейва скоїти суїцид стрибнувши з балкона багатоповерхівки, але Джессіка його рятує. Побачивши Кілґрейва Джессіка пригадує що це вона за його наказом в минулому вбила дружину Люка Кейджа Реву. Сімпсон вдруге намагається вчинити самогубство, Джесіка його знову зупиняє. В той час Кілґрейв зникає, а загіпнотизовані мешканці квартири намагаються вбити Джессіку яка їх нейтралізує. Оглядаючи квартиру Джессіка знаходить кімнату де на стінах наклеєні і розкидані долі численні її фотографії, а принтер друкує чергову фотографію з надписом "Невдовзі побачимось". Після важкого дня Джессіка навідується до Люка Кейджа і повідомляє про бажання припинити стосунки. Хоча Люк і проти цього, але приймає рішення Джессіки. |
| 4      | До Джессіки Джонс звертається Одрі Істман з проханням розслідувати зради її чоловіка Карло. Джессіка підозрює що Одрі може бути під контролем Кілґрейва, але з'ясувала що насправді Одрі прийшла по рекомендації одного з партнерів Джеррі Хогард. Проводячи розслідування Джессіка виявила що Карло не зраджує дружині, а Одрі насправді підготувала пастку щоб вбити Джессіку в помсту за смерть батьків під час Битви за Нью-Йорк між армією Локі і Месниками звинувачуючи в цьому людей з надприродними здібностями. План Одрі провалився, а Джессіка погрозами розправи залякує Одрі, щоб та більше не намагалася спробувати зашкодити іншим людям зі здібностями. Патрісія Волкер просить пробачення в прямому ефірі радіо у Кілґрейва, на що той реагує схвально і знімає свої погрози. Поліцейський інспектор Вілл Сімпсон після завершення дії гіпнозу Кілґрейва вважав що вбив Патрісію Волкер і навідався її квартири щоб це перевірити. Джессіка і Патрісія його заспокоїли і пояснили що йому не варто втручатися при цьому Джессіка попросила плівки спостереження з камер міста в яких були зроблені її численні фото. Сімпсон приходить до Патрісії вибачитися, дарує їй пістолет, після тривалої розмови вона відчиняє йому двері і між ними встановлюються дружні стосунки. Після прямого ефіру Патрісії Волкер з Хоуп Шлоттман десятки людей звернулися до Джеррі Хогард зі своїми розповідями що були під контролем Кілґрейва. Після збору свідчень створили групу підтримки щоб з'ясувати що саме змушував їх робити Кілґрейв. На зборах групи підтримки одна з жертв гіпнозу Кілґрейва повідомила Джессіці опис людини що передавала Кілґрейву фотографії. Завдяки отриманим прикметам і перегляду записів з камер спостереження які надав їй Сімпсон швидко з'ясувала що фото робив її сусід Мальком Дукасс. |
| 5      | В спогадах Джессіка Джонс довго не затримувалася на одному робочому місці. Випадково врятувавши дівчинку від загибелі Джессіка вирішує використовувати свої здібності для допомоги людям. Коли на її сусіда Малкольма Дюккаса напали бандити Джессіка його рятує, а Кілґрейв випадко стає свідком застосування Джессікою суперсили. Використовуючи свої здібності Кілґрейв змушує Джессіку слідувати його вказівкам. В наш час Джессіка слідуює за Малкольмом і з'язсовує що він передає її фотографії Кілґрейву заради чергової дози наркотиків. Патрісія Волкер і Сімпсон починають зустрічатися, а Джессіка разом з ними організовує засідку на Кілґрейва щоб ввести йому анастетик суфентаніл та усипити під час його чергової зустрічі з Малкольмом. План вдався: Кілґрейва схопили, а Малкольм утік, проте найняті в охоронній фірмі люди Кілґрейва наздогоняють і звільняють Кілґрейва. Хоуп Шлоттман просить Джессіку принести у в'язницю кошти готівкою. Джессіка допомага, хоча Хоуп приховує навіщо їй потрібні ці кошти. Пізніше інша ув'язнена вночі побила Хоуп. Зустрівши Малкольма в його квартирі Джессіка не стала злитися на юнака, а допомогає йому позбутися наркотичної залежності. Кілґрейв телефонує Джессіці і в обмін на її регулярні фото обіцяє припинити шкодити Малкольму. Переживши важку ломку, Малкольм відмовляється від нової дози. Джессіка погоджується відсилати Кілґрейву свої фото заради порятунку Малкольма. |
| 6      | Люк Кейдж і Джессіка Джонс миряться і Люк наймає Джессіку знайти Антуана Гріра, брата його знайомої Серени, який зник тиждень тому. Розслідування приводить до складу на якому вирощують марихуану і працює Антуан в сподіванні заробити щоб розрахуватися з численними боргами за які його розшукують також місцеві бандити. Повернувши Серені її брата Антуана та повідомляє Джессіці і Люку про обставини смерті Ріви, дружини Кейджа. Виявилось водій автобуса Чарльз Уолес, який нібито збив Реву, був напідпитку проте не поніс покарання завдяки родичу в державних структурах. Кейдж зустрічає Уолеса, починається сутичка, але Джессіка рятує Уолеса і зізнається що це вона вбила Реву будучи під гіпнозом Кілґрейва за його наказом після того як Ріва знайшла і передала Кілґрейву загадковий USB-флеш-накопичувач. Люк розчаровується в Джессіці і вирішує розірвати з нею усі зв'язки. Вагітна від Кілґрейва ув'язнена Хоуп Шлоттман намагається перервати вагітність спровокувавши своє побиття іншим в'язнем. Джессіка з Джеррі Хогард дізнавшись про вагітність Хоуп і обставини побиття дають їй препарат для припинення вагітності і викидишу плоду, а Хогард таємно домовляється з персоналом тюремної лікарні щоб рештки плоду вони передали на вивчення в її лабораторію. Кілґрейв виграє крупну суму коштів у грі в покер загіпнотизувавши своїх суперників і на отримані кошти купує будинок в якому проживала в дитинстві Джессіка Джонс. |
| 7      | Після розриву з Люком Кейджом Джессіка Джонс веде безладний спосіб часто випиваючи. Будучи на підпитку і виконуючи завдання Джеррі Хогард вона вручає її дружині Венді Росс-Хогард документи на розірвання шлюбу погрожуючи розправою якщо Венді не підпише. Венді у відповідь шантажує Джеррі доказами її протиправної діяльності в адвокатській роботі з вимогою відкликати Джессіку, хоча і готова розірвати шлюб за умови що отримає 75% спільної власності. Кілґрейв навідується в квартиру Джессіки де його помічає сусід Рубен. Використовуючи здібності Кілґрейв змушує вчинити Рубена самогубство. Малкольм знаходить Джессіку в стані алкогольного сп'яніння. Допомагає їй дістатися квартири і вони разом знаходять мертвого Рубена. Патрісія Волкер і Вілл Сімпсон знайшли Кілґрейва через охоронну компанію його захищає. Сімпсон слідкує за Кілґрейвом в будинку який той раніше купив. Патрісія приходить до Малкольма в квартиру Джессіки і дізнається про смерть Рубена. Разом вони ховають труп Рубена і сліди вбивства з квартири Джессіки, але Джессіка здається поліції щоб потрапити під сувору охорону до в'язниці. Кілґрейв навідується в поліцейський відділок де знаходилась Джессіка і бере усіх під контроль. Погрожуючи влаштувати у відділі бійню Кілґрейв отримує від Джессіки обіцянку прибути в куплений ним будинок, змушує поліцейських забути про зізнання Джессіки і відпустити її. Джессіка приїжджає до будинку в якому проживала разом зі звідною сестрою Патрісією і її мамою. Кілґрейв зустрічає Джессіку. За цим слідкує Сімпсон. |
| 8      | Кілґрейв на подив Джессіки Джонс веде себе досить люб’язно намагаючись поновити стосунки при цьому не застосовує свої здібності для контролю над нею, проте погрожує нашкодити хатнім робітникам яких найняв на роботу. Подружні тяжби розлучення між Джеррі Хогард і її дружиною Венді Росс-Хогард досягають кульмінації: Венді продовжує шантаж Джеррі і вимагає розлучення та 70% від спільного майна. Джеррі просить Джессіку терміново знайти компромат на Венді. Вілл Сімпсон замінував будинок в якому оселилися Кілґрейв і Джессіка. Таємно проникнувши в середину намагався вмовити Джессіку залишити будинок щоб підірвати Кілґрейва, але вона відмовилась оскільки в будинку були хатні робітники і повідомила Кілґрейву про вибухівку. Охоронець Кілґрейва знешкодив міну. Джессіка не відповідає Кілґрейву взаємністю і він демонструє Джессіці відео з флеш накопичувача на якому батьки Кілґрейва жорстоко з ним поводяться та проводять над ним наукові досліди і він вперше проявив свої здібності. Щоб продемонструвати Кілґрейву як можна застосувати його здібності з користю Джессіка і Кілґрейв приїжджають до будинку в якому батько взяв в заручники свою родину. Використовуючи здібності Джессіка і Кілґрейв рятують родину і змушують чоловіка здатися поліції. Джессіка полишає Кілґрейва і повертається з порціями вуличного фаст-фуду. Хатні робітники яких теж запросили до столу після початку вечері втрачають свідомість, а Джессіка вколює анестетик Кілґрейву і той засинає. Джессіка забирає флешку і непритомного Кілґрейва. Сімпсон і його старі друзі по спецназу чатували біля будинку і пропонували вбити Кілґрейва, але Джессіка не дозволяє цього зробити і тікає від них з Кілґрейвом який все ще без тями. До Сімпсона і його друзів підходить жінка з сусіднього будинку з бомбою якою раніше Сімпсон мінував будинок і підриває її. |
| 9      | Вілл Сімпсон тяжко поранений після вибуху і Патрісія Вокер доставляє його у лікарню до особливого лікаря з прізвищем Козлов. Незважаючи на тяжкі травми Стан Вілла під лікуванням Козлова неймовірно швидко покращуються. Венді Росс-Хогард продовжує шантажувати Джеррі Хогард погрозами розкрити її протизаконну діяльність що загрожує втратою ліцензії адвоката, вимагаючи отримати 90% зі спільного майна після розлучення. Джеррі пропонує домовитися, але Венді не дає їй жодного шансу. Джессіка Джонс замкнула Кілґрейва в герметичну камеру звідки той не зможе вплинути на неї своїми здібностями. Джессіка, Джеррі Хогард і Патрісія намагаються змусити Кілґрейва на камеру зізнатися у вбивствах до яких він примусив інших людей. Провокації і тортури Джессіки не приносять результату. Гоуп Шлоттман отримує від прокуратури пропозицію угоди: вона признається у вбивствах і замість довічного ув'язнення отримає термін до 20 років. Джеррі, адвокат Гоуп, радить їй прийняти угоду, Джессіка проти угоди оскільки сподівається отримати від Кілґрейва зізнання які виправдають Гоуп. Переглядаючи плівки з дитинства Кілґрейва в лабораторії Джессіка з'ясовує що одна з відвідувачів групи підтримки насправді жертв Кілґрейва насправді його мати, згодом знаходить і батька. Джессіка відвозить їх до камери Кілґрейва де знову намагаються задукоментувати для суду докази надприродних здібностей Кілґрейва. Для підтвердження правдивості запису Джессіка заманює поліцейського детектива Оскара Клімонса в місце утримання Кілґрейва. План провалюється: батьки Кілґрейва гинуть, а він сам утікає з Хогард якій обіцяв допомогти з розлученням.. При цьому Джессіка усвідомлює що може певною мірою боротися з контролем Кілґрейва. |
| 10     | Поранений Кілґрейв втікаючи від Джессіки Джонс змушує Джеррі Хогард відвезти її до лікаря. Цим лікарем виявляється її дружина Венді Росс-Хогард. В ході розмови Джеррі повідомила Кілґрейву про аборт його дитини у Гоуп Шлоттман і марні спроби науковців відтворити його здібності використовуючи плід. Кілґрейв змушує Венді убити Джеррі, між ними починається сутичка. В цей момент приходить Пем, коханка Джеррі, і намагаючись захистити Джеррі вдаряє Венді вазою по голові від чого та помирає. Джеррі навідує Пем у відділку щоб надати юридичну допомогу але та розчаровується у Джеррі, відмовляється від допомоги і розриває стосунки. Альберт Томпсон, батько Кілґрейва, дізнавшись про імунітет Джессіки пропонує розробити на основі її крові вакцину від здібностей Кілґрейва. Патрісія Волкер і Альберт вирушають на квартиру Патрісії розробляти вакцину. Вілл Сімпсон в пошуках Патрісії прибуває на склад в якому утримували Кілґрейва і дізнається у детектива Оскара Кліменса де Патрісія і вбиває його, а на складі влаштовує пожежу і знищує усі докази на Кілґрейва. Після цього навідується до Патрісії, намагається скривдити Альберта, але Патрісія здивована його швидким одужанням краде ліки які дав Віллу лікар Козлов і виганяє його. Кілґрейв приходить до Джессіки додому з документами на звільнення Гоуп Шлоттман: він змусив своїми здібностями прокурора і суддю зняти звинувачення з Гоуп і готовий обміняти її на батька. Джессіка нокаутує Кілґрейва і зв'язує. Робін, сестра-двійня Рубена, продовжує пошуки брата і їй допомагає Малкольм. Запідозривши Малкольма у приховуванні відомостей Рубен слідкує за ним на зборах групи підтримки жертв Кілґрейва та дізнається що Малкольм і Джессіка причетні до смерті Рубена. Вона звинувачує Джессіку у негараздах і розлючені члени групи Джексон та Дональд і сестра Рубена незважаючи на протести Малкольма вирушають до квартири Джессіки, лупцюють її до втрати свідомості і звільняють Кілґрейва незнаючи хто він такий. Наступного ранку побита Джессіка прокидається від дзвінка Гоуп яку звільнили з в'язниці, їде її забрати, але Кілґрейв її випереджає, забирає Гоуп і передає повідомлення що готовий обміняти Гоуп на Альберта. Альберт вже закінчив виготовлення вакцини і слідує з Джессікою на зустріч до Кілґрейва у якого в заручниках під контролем Малкольм, Робін і Джексон та Дональд з групи підтримки. Гоуп просить вбити Кілґрейва, але Джессіка відмовляється і Гоуп з власної волі чинить самогубство, Кілґрейв забирає свого батька і тікає, а Джессіка рятує заручників. |
| 11     | Врятовані Джессікою Джонс заручники приховують від поліції причетність Кілґрейва у смерті Хоуп. Вважаючи що Кілґрейв убив свого батька Альберта Гофмана, Джессіка і Патрісія обшукують морги міста в пошуках трупа Альберта, але безрезультатно: Патрісія йде додому, а виснажена Джессіка продовжує пошуки і її збиває авто. В флешбеці Джессіка, будучи підлітком, приходить до тями після коми яку дістала в автомобільної аварії, де загинули її батьки та брат. Її удочеряє Дороті Волкер, мати Патрісії. В цьому віці Джессіка вперше усвідомлює наявність у неї надзвичайної сили і Патрісія випадково про це дізнається. У Патрісії складні стосунки з матір'ю. Дороті бажає донці великих кар'єрних успіхів і повністю контролює її життя, тому часто вдається до морального тиску та побоїв у вихованні Патрісії. Під час чергових знущань Джессіка використовує свою силу до Дороті, аби захистити звідну сестру. В наш час, обслідуючи морги, Джессіка дізнається про смерть детектива Оскара Клімонса. Вілл Сімпсон відвідує Патрісію і намагається пояснитися, але Патрісія не бажає його слухати. В цей час за ним приходять люди лікаря Козлова. Вілл вживає препарати Козлова і вбиває їх. Зачинивши Патрісію Вілл вирушає до Джессіки вбити її вважаючи що саме вона заважає йому весь час вбити Кілґрейва. По прибутті Вілла в квартиру Джессіки в ході розмови Джессіка розуміє що Вілл вбив Клімонса. Під дією препарату лікаря Козлова Вілл має надзвичайну силу, починає бійку і поранена в ДТП Джессіка не може йому чинити опір. З'являється Патрісія і вживає препарат Вілла, отримує силу і допомагає Джессіці його знешкодити. Від побічних дій препарату Патрісія ледь не вмирає, проте лікарі швидкої, що приїхали на виклик, везуть її до лікарні і рятують. Козлов і його люди прибувають до квартири Джессіки забрати Вілла який після бійки з Джессікою і Патрісією все ще не прийшов до тями. Джессіці приходить повідомлення з погрозою вбивства Люка Кейджа. Вона терміново вирушає до його бару де стається потужний вибух, проте Люк завдяки своїм здібностям не отримує жодних ушкоджень. |
| 12     | Після вибуху в барі Люк Кейдж розповідає Джессіці Джонс як Кілґрейв його випадково взяв під контроль і вони разом вирушають на квартиру до Джессіки, а Кілґрейв тим часом з допомогою свого батька, вірусолога Альберта Томпсона, намагається розвинути свої здібності. Люк зрозумів що Джессіка була під контролем Кілґрейва і більше не звинувачує її в смерті своєї дружини Ріви. Дороті Волкер, мати Патрісії, навідує доньку в лікарні і намагається помиритися, проте Патрісія не бажає цього. Незважаючи на відмову примирення Дороті приходить до неї і дає їй документи які свідчать що лікування Джессіки після аварії оплачувала компанія. Малкольм Дюкасс після розвалу групи підтримки розчарований в Джессіці вирішує повернутися до батьків, але випадково почув як Робін сперечається з поштарем. Владнавши конфлікт вони разом відвідують пірс де Малкольм викинув тіло Рубена, брата Робін, і вона пробачає Малкольма. Люк та Джессіка в пошуках Кілґрейва знаходять лабораторію де працює Альберт, а її персонал контрольований Кілґрейвом створює для нього нові порції вірусу. Спостереження за лабораторією не дають результатів, але в новинах з'являється інформація про дивні події у місті за можливої участі Кілґрейва. Джессіка і Люк знаходять Кілґрейва в нічному клубі. Виявляється що Кілґрейв підсилив свої здібності і весь цей час контролював Люка. Починається бійка в фіналі якої Джессіка з рушниці вистрелює Люку в голову. |
| 13     | Після пострілу в голову Люку Кейджу Джессіка Джонс відвозить його до лікарні, але лікарі не можуть йому допомогти через непробивну шкіру. Здогадавшись що Люк має здібності лікарі збираються повідомити про це керівництву. Щоб Люк не потрапив до поліції одна з лікарів Клер Темпл допомагає вивезти його з лікарні до неї додому. Кілґрейв бере під контроль персонал лікарні та пацієнтів і змушує їх вбити Джессіку. Джессіка тікає з лікарні і разом з Клер рятують Люка. Клер пропонує зв'язатися з Шибайголовою щоб він допоміг Джессіці з Кілґрейвом, але вона не бажає ризикувати ще кимось. Кілґрейв тим часом і далі намагається підсилити свої здібності. Вивчивши телефон Люка Джессіка виходить на брокера Джастіна Бодена з телефону якого Кілґрейв зв'язувався з Люком. Джессіка разом з Патрісією Волкер вирушають до квартири Джастіна, а Клер залишається з Люком який все ще без тями, пізніше до неї приєднуються Малкольм Дюкасс. Люк отямився і Клер йому розповіла що сталося та заспокоїла і пообіцяла зберігати його таємницю. По дорозі на квартиру Джастіна Патрісія розповідає Джессіці що компанія яка розробила препарати Вілла Сімпсона оплачувала лікування Джессіки після аварії в дитинстві і це може бути пов'язною з її надзвичайною силою. На квартирі Джастіна Джессіка знаходить мертвого помічника Кілґрейва і помираючого Альберта якому вже не допомогти. Джастін ще живий і Джессіка закриває його в підсобці щоб він себе не покалічив. Кілґрейв залишив в квартирі Джастіна слід аби Джессіка змогла його вислідити в яхт-клубі. Джессіка і Патрісія прибувають на місце, де на них чатує Кілґрейв з підконтрольними йому кількома десятками цивільних і поліцейських яких той використовує для захисту. Щоб обдурити Кілґрейва і наблизитись до нього Джессіка вдає що він взяв її під контроль. Щойно це вдається Джессіка ламає шию Кілґрейву. Незважаючи на покази свідків через купу дивних обставин адвокат Джеррі Хогард переконує прокурора не висувати Джессіці звинувачень за вбивство Кілґрейва. |

### Другий сезон (2018)
Намагаючись знайти джерело своєї сили, Джессіка бореться з черговими примарами з минулого. А ще їй доводиться поборотися із загадковим суперсильним убивцею.
| No. | Назва                                                                          | Режисер               | Сценарист                        | Дата показу    |
| --- | ------------------------------------------------------------------------------ | --------------------- | -------------------------------- | -------------- |
| 1 | «AKA Start at the Beginning» «Почніть із початку»                              | Анна Ферстер          | Мелісса Розенберг                | 8 березня 2018 |
| Джессіка розбирається з детективом-конкурентом і потенційним клієнтом-параноїком. Тріш знаходить медичну картку, яка може розкрити таємницю сил Джессіки.         |                                                                                |                       |                                  |                |
| 2 | «AKA Freak Accident» «Дивний випадок»                                          | Мінкі Спіро           | Айда Машака Крол                 | 8 березня 2018 |
| Джессіка вирішує знайти доктора Козлова й робить приголомшливе відкриття. Тріш бере із собою Малкольма на зустріч зі старим знайомим.                             |                                                                                |                       |                                  |                |
| 3 | «AKA Sole Survivor» «Єдина, хто вижив»                                         | Мейрзі Алмас          | Ліза Рендольф                    | 8 березня 2018 |
| Видіння Джессіки посилюються, вона вирушає до закинутої клініки, де натикається на новий слід. Таємниця Джері розкрита, і їй ставлять ультиматум.                 |                                                                                |                       |                                  |                |
| 4 | «AKA God Help the Hobo» «Боже, урятуй безхатька»                               | Дебора Чо             | Джек Кенні                       | 8 березня 2018 |
| Між сесіями з управління гнівом і скандалами в пресі Джессіка й Тріш вистежують третього пацієнта з IGH. Оскар пропонує перемир’я.                                |                                                                                |                       |                                  |                |
| 5 | «AKA The Octopus» «Восьминіг»                                                  | Міллісент Шелтон      | Джеймі Кінґ                      | 8 березня 2018 |
| Джессіка загнана в кут і змушена розповісти, що вона знає про вбивцю. З похмілля Тріш намагається зібратися перед важливою зустріччю.                             |                                                                                |                       |                                  |                |
| 6 | «AKA Facetime» «Віч-на-віч»                                                    | Джет Вілкінсон        | Раель Такер                      | 8 березня 2018 |
| Полюючи на вбивцю, Джессіка вдирається в ексклюзивний заміський клуб, а Тріш починає втрачати контроль над своєю новою залежністю.                                |                                                                                |                       |                                  |                |
| 7 | «AKA I Want Your Cray Cray» «Я шаленію»                                        | Дженніфер Ґетзінґер   | Гіллі Гілкс-молодший             | 8 березня 2018 |
| Флешбеки проливають світло на те, що сталося після аварії за участі родини Джессіки, і показують болісний переломний момент у її дорослому житті.                 |                                                                                |                       |                                  |                |
| 8 | «AKA Ain't We Got Fun» «Хіба не весело?»                                       | Зетна Фуентес Fuentes | Ґейб Фонсека                     | 8 березня 2018 |
| Джессіка обдумує наступний крок, Малкольм розмовляє з Тріш про її непередбачувану поведінку, а Джері звертається до цілителя.                                     |                                                                                |                       |                                  |                |
| 9 | «AKA Shark in the Bathtub, Monster in the Bed» «Акула у ванні, монстр у ліжку» | Розмарі Родрігес      | Дженні Клейн                     | 8 березня 2018 |
| Стрілянина змушує Джессіку переглянути свої плани. Тим часом Оскар просить допомогти з родинними проблемами, а Тріш зрештою вибухає.                              |                                                                                |                       |                                  |                |
| 10 | «AKA Pork Chop» «Свиняча відбивна»                                             | Ніса Хардіман         | Айда Машака Крол                 | 8 березня 2018 |
| Джері укладає угоду для нового клієнта в обмін на інформацію про місцеперебування Карла. Тріш продовжує власне розслідування. Тюремний охоронець переходить межу. |                                                                                |                       |                                  |                |
| 11 | «AKA Three Lives and Counting» «Три життя вже взяла»                           | Дженніфер Лінч        | Джек Кенні, Ліза Рендольф        | 8 березня 2018 |
| Джессіку переслідують видіння Кілґрейву й минулі помилки, тому вона боїться, що перетворюється на монстра. Стають зрозумілими плани Тріш щодо Карла.              |                                                                                |                       |                                  |                |
| 12 | «AKA Pray for My Patsy» «Моліться за Петсі»                                    | Ліз Фрейдлендер       | Раель Такер, Гіллі Кікс-молодший | 8 березня 2018 |
| Поки Джессіка й Дороті з нетерпінням чекають новин про Тріш, дзвінок від Кости приносить тривожні новини. Джері розробляє план помсти.                            |                                                                                |                       |                                  |                |
| 13 | «AKA Playland» «Парк розваг»                                                   | Юта Брейзвітц         | Джесс Гарріс, Мелісса Розенберг  | 8 березня 2018 |
| Прийшовши до тями в незнайомому місці, Джессіка знову опиняється між двома світами й постає перед нестерпним вибором.                                             |                                                                                |                       |                                  |                |

### Третій сезон (2019)
У фінальному сезоні Джессіка міряється розумом із хитрим і розважливим серійним убивцею, а Тріш, яка отримала суперсили, заходить надто далеко в боротьбі зі злом.
| No. | Назва                                                                                | Режисер             | Сценарист                                   | Дата показу    |
| --- | ------------------------------------------------------------------------------------ | ------------------- | ------------------------------------------- | -------------- |
| 1 | «A.K.A The Perfect Burger» «Ідеальний бургер»                                        | Майкл Леманн        | Мелісса Розенберг                           | 14 червня 2019 |
| Джессіка зосереджується на допомозі беззахисним. Дороті Волкер приходить до «Аліас» і просить допомогти їй у пошуках зниклої Тріш.                                  |                                                                                      |                     |                                             |                |
| 2 | «A.K.A You're Welcome» «Будь ласка»                                                  | Крістен Ріттер      | Гіллі Кікс-молодший                         | 14 червня 2019 |
| Тріш тренує свої нові котячі вміння і нишпорить містом у пошуках подвигів. Напруженість між Джессікою і Тріш посилюється.                                           |                                                                                      |                     |                                             |                |
| 3 | «A.K.A I Have No Spleen» «У мене немає селезінки»                                    | Антон Кроппер       | Ліза Рендольф                               | 14 червня 2019 |
| Джессіка так прагне повернутися на вулиці й відшукати свого нападника, що ігнорує рекомендації лікаря. Джері відновлює зв’язок із Кіт, своїм студентським коханням. |                                                                                      |                     |                                             |                |
| 4 | «A.K.A Customer Service is Standing By» «Служба підтримки очікує на ваше замовлення» | Лесл Томмі          | Джеймі Кінґ                                 | 14 червня 2019 |
| Джессіка й Ерік стежать за трьома потенційними нападниками. Вона розуміє, що хлопець не такий простий, як здається. Малкольм знаходить компромат на чоловіка Кіт.   |                                                                                      |                     |                                             |                |
| 5 | «A.K.A I Wish» «Шкода»                                                               | Мейрзі Алмес        | Дж. Голтам                                  | 14 червня 2019 |
| Об’єднавшись із Тріш, щоб стежити за Селлінджером, Джессіка робить приголомшливе відкриття. План Джері викрити Пітера призводить до несподіваних наслідків.         |                                                                                      |                     |                                             |                |
| 6 | «A.K.A Sorry Face» «Жалібне обличчя»                                                 | Тім Йакофано        | Джесс Гарріс                                | 14 червня 2019 |
| Поки поліція обшукує місце жахливого злочину, Джессіка й Тріш поспішають, щоб знайти останнього полоненого Селлінджера.                                             |                                                                                      |                     |                                             |                |
| 7 | «A.K.A The Double Half-Wappinger» «Подвійний напів-Уоппінгер»                        | Ларрі Тенґ          | Ненсі Вон                                   | 14 червня 2019 |
| Джессіка та Тріш вирушають у подорож, щоб вивчити минуле Селлінджера, і роблять жахливе відкриття.                                                                  |                                                                                      |                     |                                             |                |
| 8 | «A.K.A Camera Friendly» «Камера — твій друг»                                         | Стивен Суржик       | Скотт Рейнольдс                             | 14 червня 2019 |
| Селлінджер публікує відео з описом його наступного вбивства, і Джессіка відповідає власним відео. Джері вимагає від Малкольма викрити жінку в масці.                |                                                                                      |                     |                                             |                |
| 9 | «A.K.A I Did Something Today» «Сьогодні я зробила дещо»                              | Дженніфер Ґетзінґер | Ліза Рендольф                               | 14 червня 2019 |
| Після шокуючої втрати Джессіка змушена вибирати між захистом Тріш і знищенням Селлінджера. Джері користується нагодою повернутися в життя Кіт.                      |                                                                                      |                     |                                             |                |
| 10 | «A.K.A Hero Pants» «Гра в героя»                                                     | Сенфорд Букстейвер  | Джеймі Кінґ, Гіллі Гікс-молодший            | 14 червня 2019 |
| Джессіка вгамовує свої емоції, намагаючись зняти із себе звинувачення в убивстві.                                                                                   |                                                                                      |                     |                                             |                |
| 11 | «A.K.A Hellcat» «Пекельна Кішка»                                                     | Дженніфер Ґетзінґер | Джейн Еспенсон                              | 14 червня 2019 |
| Тріш згадує своє важке дитинство разом із Дороті, задумуючи зупинити Селінджера й викорінити зло в місті.                                                           |                                                                                      |                     |                                             |                |
| 12 | «A.K.A A Lotta Worms» «Багатенько черв’яків»                                         | Сара Бойд           | Скотт Рейнольдс                             | 14 червня 2019 |
| Коли Тріш робить крок назустріч Селінджеру, втручається Джессіка… і вступає в смертельний бій з убивцею.                                                            |                                                                                      |                     |                                             |                |
| 13 | «A.K.A Everything» «Пожертвувати всім»                                               | Ніса Гардіман       | Мелісса Розенберг, Ненсі Вон, Ліза Рендольф | 14 червня 2019 |
| Джессіку навідує старий друг. Вона вирушає на болісне завдання й дізнається справжню ціну геройства.                                                                |                                                                                      |                     |                                             |                |